# Knjaževac
Knjaževac (în sârbă Књажевац, pronunțat Kniajnevaț) este un oraș în sud-estul Serbiei, în Districtul Zaječar, aproape de granița cu Bulgaria, la confluența râurilor Trgoviški Timok și Svrljiški Timok, care dau naștere Timocului Alb (Beli Timok).

## Istorie
În antichitate, dacii și tracii locuiau în zonă. Timacum Maius a fost numele roman al orașului.
În 1833, orașul, cunoscut anterior ca „Gurgusovac” a fost eliberat de turci. În 1859 numele a fost schimbat din „Gurgusovac” în „Knjazevac”.
În 1944, un tunel de tren a fost construit în oraș.

## Geografia
Knjaževac se află la aproximativ 187 km de Craiova, la aproximativ 99 km de Calafat și la aproximativ 175 km de Drobeta Turnu Severin. Acesta se găsește între latitudinile de 43°20' și 43°45' latitudine nordică și între 22°11' și 22°41' longitudine estică. Orașul este situat între trei munți.
Municipiul se întinde pe o suprafață de 1202 km2 și este al patrulea ca mărime în Republica Serbia. Peisajul său rural, este în cea mai mare parte de deal și de munte.
Cel mai înalt punct de pe teritoriul municipiului este Midžor pe Stara Planina (2169 m), care este, de asemenea, al doilea vârf ca înălțime din  Republica Serbia. Cel mai jos punct este de 176 de metri altitudine și este situat în valea Knjaževac.  Este reședința municipiului Knjaževac, care mai cuprinde 85 de localități.
Orașul este situat la confluența râurilor Trgoviški Timok și Svrljiški Timok, care dau naștere Timocului Alb. Acesta curge pe direcția Zajecar, se unește cu Crni Timok și devine Timoc. Acest râu dă numele regiunii Krajina Timočka.
Knjaževac este conectat cu alte orașe de traficul rutier și feroviar. Knjaževac este situat în estul Serbiei și este o parte integrantă a regiunii Timočka Krajina ca și orașele din sud.

## Populația
Populația municipiului Knjaževac este de 37172 locuitori, în timp ce populația orașului este de 19351 (recensământul din 2002). Conform recensământului anterior din 1991, populația municipiului a fost 44036 locuitori, iar populația orașului a fost de 19705 locuitori. Densitatea medie a populației este de 36 locuitori pe kilometru pătrat făcând din el un municipiu slab populat.
Populația municipiului include:
- 35,977 (96.79%) sârbi
- 452 (1,22%) rromi
- Alții.

## Clima
Knjaževac și împrejurimile sale au un climat temperat și continental. Cea mai caldă lună este iulie cu o temperatură medie de 21,3 °C, în timp ce cea mai rece lună este ianuarie cu temperatura medie de -0.8 °C. Media anuală a precipitațiilor este de 590.8 mm/m2. Sunt 306 zile cu soare si 30 de zile de zăpadă într-un an.

## Orașe înfrățite
- Belogradcik, Bulgaria